# Кирил Лукарис
Кирил Лукарис је Цариградски патријарх. Грк. Једна од најконтроверзнијих, а истовремено и најзначајнијих и најупечатљивијих хијерархија.
Ћирил покушава да реформише православну цркву. Непомирљиво се бори уз подршку амбасадора Енглеске, Холандије и Шведске у Цариграду, али исусовци га оптужују за издају у Високим капијама, а оптужба је потврђена, након чега су га Османлије погубили утапањем у водама Босфора — казне у торби.
Његова идеологија и влада постали су прилика за сазивање Јашка сабора, после чега је избио Кандијски рат.